# XEBEC
XEBEC是一家日本動畫製作公司。

## 概要
公司原由Production I.G於1995年完全持股成立，後來跟Production I.G、Mag Garden、WIT STUDIO、SIGNAL.MD等一同納入IG Port集團，成為上市集團一分子。公司早年曾因CG技術先驅拿下不少主要由小學館企劃的玩具相關動畫，並於2000年早期有足夠資金設立Triple A、XEBEC M2及XEBEC Zwei等分社。至2005年，基於傳統玩具市場萎縮及CG技術普及化，管理層變賣了部分分社，並開始把業務核心轉為無法透過Production I.G名義推出之萌系及肉番動畫作品，但仍保留少數大型機器人系作品，以方便規劃集團公司間的稅務事宜。
2018年11月，日昇動畫收購公司後期製作以外的業務，包括其過往原創作品之知識產權；並於2019年4月正式將之轉移至新設子公司SUNRISE BEYOND。Production I.G同時吸納部分未被收購的作品版權以及XEBEC Zwei工作室，於5月31日完成所有事宜後，正式對外宣佈解散公司。

## 作品列表

### 電視系列

#### 1990年代
- 爆走獵人（1995年）
- 機動戰艦 Martian Successor NADESICO（1996年）
- 系列（1996年）
- 星方武俠（製作公司：日昇動畫，各話製作協力，1999年）
- 快傑蒸汽偵探團（1998年）
- 超速YOYO（1998年）
- 亞克傳承2（製作公司：BEE TRAIN，各話製作協力，1999年）
- 爆球連發！！超級彈珠人（1999年）
- 地球防禦企業（1999年）
- 淘氣二人組（1999年）
- ∀GUNDAM（製作公司：日昇動畫，各話製作協力，1999年）
- 機獸新世紀ZOIDS（1999年）

#### 2000年-2004年
- 女神候補生（2000年）
- 純情房東俏房客（2000年）
- 暗之末裔（製作公司：J.C.STAFF，各話製作協力，2000年）
- 袖珍女侍小梅（製作公司：TNK，各話製作協力，2000年）
- 機獸新世紀ZERO（2001年）
- 永恆傳說THE ANIMATION（2001年）
- 通靈王（2001年－2002年）
- 陸上防衛隊（2002年）
- 洛克人EXE（2002年）
- 尋找滿月（製作公司：STUDIO DEEN，各話製作協力，2002年）
- 攻殻機動隊 STAND ALONE COMPLEX（製作公司：Production I.G，各話製作協力，2002年）
- D・N・ANGEL（2003年）
- 宇宙星路（2003年）
- 瓶詰妖精（2003年）
- 洛克人EXE AXESS（2003年）
- 蒼穹之戰神（2004年）
- 鋼之鍊金術師（製作公司：BONES，各話製作協力，2005年）
- 洛克人EXE Stream（2004年）

#### 2005年-2009年
- 魔法老师（2005年）
- 武器種族傳說（2005年）
- 機獸創世紀（製作公司：小學館，各話製作協力，2005年）
- SHUFFLE!（製作公司：Asread，各話製作協力，2005年）
- BLOOD+（製作公司：Production I.G，各話製作協力，2005年）
- 洛克人EXE BEAST（2005年）
- 幻龍記（2005年）
- 蒼穹之戰神－Right of Left（2005年）
- 蒼之瞳的少女（2006年）
- 洛克人EXE BEAST+（2006年）
- 流星的洛克人（2006年）
- 捉猴啦（小學館共同製作，2006年）
- 武裝鍊金（2006年）
- 鐵馬少年（2007年）
- 英雄時代（2007年）
- 天元突破 紅蓮螺巖（製作公司：GAINAX，各話製作協力，2007年）
- 暗夜魔法使（製作公司：HAL FILM MAKER，各話製作協力，2007年）
- 棋靈少女（製作公司：STUDIO DEEN，各話製作協力，2007年）
- 流星洛克人2 TRIBE（2007年）
- 記憶女神的女兒們（2008年）
- 我的狐仙女友（2008年）
- 出包王女（2008年）
- 我們這一家（製作公司：新銳動畫，各話製作協力，2008年）
- 今天的五年二班（2008年）
- 道子與哈金（製作公司：manglobe，各話製作協力，2008年）
- 時空幻境深淵傳奇（Tales of the Abyss）（製作公司：日昇動畫，各話製作協力，2008年）
- 食靈-零（製作公司：Aslead ＆ AIC Spirits，各話製作協力，2008年）
- 續 夏目友人帳（製作公司：Brain's Base，各話製作協力，2009年）
- 南家三姊妹歡迎回來（製作公司：Asread，各話製作協力，2009年）
- 潘朵拉之心（2009年）
- 魯邦三世VS名偵探柯南（製作公司：東京電影，各話製作協力，2009年）
- 機巧魔神（製作公司：Seven Arcs，各話製作協力，2009年）

#### 2010年－2014年
- 大小姐×执事！（2010年）
- 戀愛班長（製作公司：小學館 Music&Digital Entertainment，各話製作協力，2010年）
- HEROMAN（製作公司：BONES，各話製作協力，2010年）
- 世紀末超自然學院（製作公司：A-1 Pictures，各話製作協力，2010年）
- 花樣河童（OLM共同製作，2010年～2019年）
- MM一族（2010年）
- 更多的出包王女（2011年）
- Rio RainbowGate!（2011年）
- 迷糊軟網社（2011年）
- 變研會（2011年）
- 輪迴的拉格朗日（2012年）
- 襲來！美少女邪神（2012年）
- 輪迴的拉格朗日 season2（2012年）
- 槍械少女！！（2012年）
- To LOVE 出包王女（DARKNESS）（2012年）
- 宇宙戰艦大和號2199（1～10話、劇场版一至四章与AIC共同製作，後由XEBEC獨立製作，2013年）
- 襲來！美少女邪神W（2013年）
- 神奇寶貝THE ORIGIN（製作公司：Production I.G、OLM，各話製作協力，2013年）
- 當不成勇者的我，只好認真找工作了。（製作公司：Asread，各話製作協力，2013年）
- 未來卡片 戰鬥夥伴（OLM共同製作，2014年－2015年）
- 魔劍姬！通（2014年）
- 白銀的意志 ARGEVOLLEN（2014年）
- 東京ESP（2014年）

#### 2015年－2019年
- 絕命制裁X（2015年）
- To LOVE 出包王女（DARKNESS）2nd（2015年）
- 未來卡片 戰鬥夥伴（OLM共同製作，2014年）
- 未來卡片 戰鬥夥伴100（OLM共同製作，2015年－2016年）
- 未來卡片 戰鬥夥伴DDD（OLM共同製作，2016年－2017年）
- 未來卡片 戰鬥夥伴X（OLM共同製作，2017年4月－2018年5月）
- 未來卡片 神戰鬥夥伴（OLM共同製作，2018年6月－2019年4月）
- 至高指令（製作公司：Asread，各話製作協力，2016年）
- 競女!!!!!!!!（2016年10月）
- BanG Dream!（OLM共同製作，2017年）
- 時鐘機關之星（2017年）
- 驚爆危機 Invisible Victory（2018年）
- 搖曳莊的幽奈小姐（2018年）

### OVA
- 爆走獵人（全3卷、1996年－1997年）
- 碧奇魂2（第3卷、1996年－1997年）
- 激鋼牙3 熱血大決戰!!（1998年）
- 純情房東俏房客Again（2002年）
- 反乱猎人X 游戏内动画（2005年）
- 魔法少女朱可奈（全3卷、2005年－2006年）
- 福音小戰士（第2卷、2007年）
- 出包王女（2009年）
- 我的狐仙女友（2009年）
- 變研會（2010年）
- 丹特麗安的書架（製作公司：GAINAX，製作協力，2012年）
- 輪迴的拉格朗日－鴨川Days（2013年）
- 出包王女 DARKNESS（2016年）

### 劇場作品
- 爆走兄弟Let's & Go!! WGP 暴走迷你四驅大追跡!（1997年）
- 機動戰艦 -The prince of darkness-（1998年）
- 秋葉原電腦組 2011年的暑假（1999年）
- 洛克人劇場版-光與黑暗的遺產（2005年）
- 棒球大聯盟劇場版 友情的一球（2008年）
- 福音戰士新劇場版：破（製作公司：Khara，製作協力，2009年）
- 破刃之劍劇場版（Production I.G共同制作，2010年）
- 神奇寶貝劇場版：比克提尼與黑英雄 捷克羅姆/白英雄 雷希拉姆（Production I.G、OLM 共同制作，2011年）
- 劇場版 魔法老師！ ANIME FINAL（製作公司：Studio Pastoral、SHAFT，製作協力，2011年）
- 花樣河童劇場版：開花！蝶之國的大冒險 （OLM 共同制作，2013年）

## 外部連結
- XEBEC公司網站（日語）